# CRH3
CRH3, пізніше отримав назву CRH3A, з грудня 2010 року CRH3C швидкісний поїзд розроблений німецькою компанією Siemens на базі Siemens Velaro спеціально для Китаю.. Перші три поїзди були вироблені в Німеччині, інші зібрані в Китаї з використанням німецьких комплектуючих.
CRH3 з шириною 3,26 метра дозволяє розмістити в першому класі місця за формулою 2+2 місця і 2+3 в другому. Восьмивагонний поїзд вміщує 601 особу. 

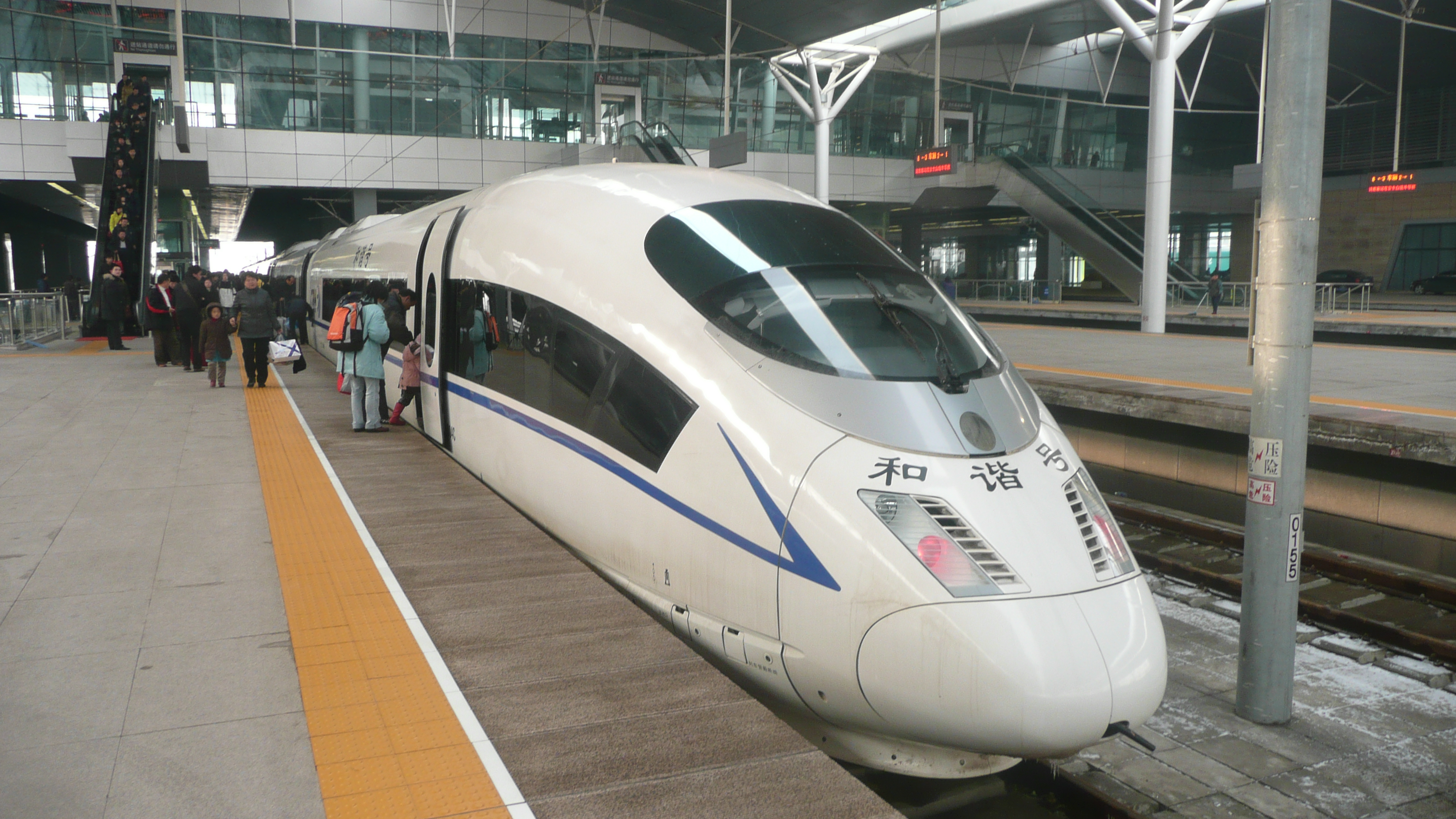
CRH3C на станції Тяньцзінь

## Обладнання
Загальна довжина поїзда становить 200 для восьмивагонного поїзда і 400 метрів для шістандцятивагонного. Поїзди призначені для експлуатації на колії шириною 1435 мм. Китайські поїзди на 315 мм ширші європейських ICE 3, які мають ширину 2950 мм це дозволяє розмістити понад 600 пасажирів в одному поїзді.